# FK Hrtus & Partner Staré Město
FK Hrtus & Partner Staré Město je český fotbalový klub z obce Staré Město v okrese Frýdek-Místek. Klubovými barvami jsou zelená a bílá. Klub byl založen v roce 1933. Od sezony 2024/25 hraje Kraský přebor Moravskoslezského kraje (5. nejvyšší soutěž).

## Historie
Začnu citací ze staroměstské kroniky z roku 1933:
„Dne 17. září 1933 ustavil se ve Starém Městě sportovní klub – STAROMĚSTSKÝ SK. Spolek bude z počátku pěstovat jen „FOTBAL“ a v zimě „HOCKEY“, později lehkou atletiku. Sportovní místnost je v Sokolovně, hřiště bude upraveno v topolině Rudolfa Skotnicy u řeky Ostravice (u místeckých lávek na soutoku Ostravice a Morávky).
Počet přihlášených členů 60.
V čele spolku stojí:
Ferdinand Šeda – pilařský mistr jako předseda,
Otto Ratzka – berní úředník jako místopředseda
Jan Palarčík – úředník státní pily jako jednatel
František Janík – úředník jako pokladník
František Kožušník – povozník jako hospodář
Od založení hrál Staroměstský SK valašskou I.B. třídu. kde jeho soupeři byli Vsetín, Rožnov, Valašské Meziříčí, Frenštát aj.
Samozřejmě, že fotbal nezačal hrát v roce 1933, ale mnohem dříve, kdy skupinka nadšenců objížděla okolí k tzv. zájezdovým zápasům, a to na žebřiňáku taženým koňmi. První dochované fotografie z roku 1930 to dokládá.
Oficiálně byl oddíl založen až v září 1933.
O činnosti oddílu však schází informace a v kronikách je jen minimum údajů, navíc staří pamětníci již zemřeli. Dochovalo se jen to, že na svoji činnost si vydělávali pořádáním tanečních zábav, letních karnevalů, maškarních plesů, pořádáním divadelních představení, což se v principu dochovalo dodnes.
Staroměstský SK provozoval fotbal do r. 1941, kdy bylo hřiště i s vybavením zničeno povodní, čímž činnost ustala. Znovu založení se datuje dnem 10.6.1943, kdy byl znovu založen „Staroměstský SK“ a funguje bez přerušení dodnes.

### Název klubu
Od založení byl veden jako STAROMĚSTSKÝ SK – sportovní klub, který vystupoval samostatně. V roce 1948 došlo na „vyšší“ příkaz k sjednocení tělovýchovy ve Starém Městě a to k 31.3.1948. Staroměstský SK přihlásil své členy až 30.5.1948 a to tehdy 25 členů a 8 dorostenců. Název byl tehdy Sokol Staré Město. V letech 1951-1953 se hrála kopaná pod názvem SOKOL VALAŠSKÁ PILA Staré Město.
Od roku 1954 se změnil název na Tělovýchovný jednota TATRAN Staré Město a to do r. 1970. V letech 1970 až 1995 byl název TJ SOKOL STARÉ MĚSTO, v letech 2006 – 2016 vystupoval oddíl pod názvem TJ DURMAN Staré Město, poté do poloviny roku 2017 opět pod názvem TJ Sokol Staré Město. V dubnu 2017 byl založen samostatný spolek První SC Staré Město, z.s., který se oddělil od původního spolku TJ Sokol Staré Město, z.s. a pod tímto názvem již funguje ve fotbalových soutěžích od 1.7.2017.

### Hřiště
První hřiště, jak již bylo uvedeno, vzniklo v topolině Rudolfa Skotnicy na soutoku Morávky a Ostravice. Toto hřiště však bylo v r. 1941 zničeno povodní a nové bylo vybudováno v letech 1942-43 na opačné straně Starého Města v místě zvaném „Sikovec“, za železniční tratí pod hřbitovem (pozemek p. Mamuly). Toto hřiště však posléze přestalo vyhovovat z důvodů, že to bylo jak se říká „od ruky“ na okraji Starého Města.
Citace z kroniky:
„V roce 1954 bylo zrušeno dosavadní hřiště za tratí u řeky Ostravice a získáno nové hřiště na pozemku rolníka Jana Vašíčka u polní cesty do Skalice. Vlastnictví tohoto pozemku na Jednotu Tatran nebylo provedeno a ač vypracovány plány nového sportovního stadionu na tomto pozemku, nebyla získána podpora státních činitelů a finanční pomoc. Na hřišti vystavěna pouze kabina a upravena hrací plocha pro kopanou“.
Dovětek: Kabina na starém hřišti prodána p. Přivarovi, hrobníkovi, který ji upravil na obytný domek za obnos 7000 Kč.
Majetkové dořešení s p. Vašíčkem se provedlo výměnou pozemků až v r. 1957.
V roce 1957 silná vichřice zničila kabiny, které se musely znovu postavit.
V roce 1957 byl zpracován investiční záměr na využití areálu, kde měl být mimo hřiště na kopanou také hokejový stadion, tenisový areál, běžecké tratě, krytá tribuna.
Z důvodů nedostatků finančních prostředků, přednost v té době dostala výstavba nové školy ve Starém Městě, se nic z toho nepodařilo realizovat. V r. 1958 vysazeny topoly, v letech 1967-1974 byla v akci „Z“ postavena budova šaten.
V 80. letech bylo hřiště využíváno jako parkoviště pro pořádání okresních dožínek, hornických dnů atd. V roce 1974 bylo provedeno zatravnění atletického areálu kolem hřiště, kde pak od roku 1975 byly pořádány celorepublikové dostihy chrtů.
V roce 1995 bylo provedeno zatravnění původní škvárové plochy. V r. 1994-1995 se na propůjčeném hřišti v Bašce. V době zatravňování hřiště tj. r. 1996 bylo se svolením obecním úřadu vybudováno náhradní hřiště na tzv. dožínkách. V roce 2002 pak byla provedena celková rekonstrukce travnaté plochy (90 tis. Kč).

### Předsedové, činovníci, funkcionáři
Jak již bylo v úvodu uvedeno prvním předsedou byl pan Ferdinand Šeda – pilařský mistr, a to do roku 1941. Pak od r. 1943-1955 byl předseda p. Karel Bajtek. Po r. 1956 se střídali pánové Ondřej Čapčuch, Antonín Chvierut, Jan Mamula (1963-65). Od r. 1968 byl dlouhá léta předsedou p. Ondřej Čapčuch, u něhož  hřiště bylo druhým domovem a nesmazatelně se zapsal do historie fotbalu ve St. Městě. Jako aktivní hráč a pak trenér vychoval k lásce k fotbalu nejen své 3 syny, ale i mnoho dalších generací fotbalistů ve Starém Městě. Oddíl vedl až do své smrti v r. 1983. Po něm pak se ve funkci předsedy oddílu střídali pánové František Šimek (1983-92), Rudolf  Nytra (92-95), Zdeněk Junga (95-2001), kteří každý svým způsobem se snažili o rozvoj kopané ve Starém Městě, za což jim tímto dodatečně děkujeme.
Chod oddílu byl vždy závislý na obětavé práci několika činovníků. Z minulosti je nutno připomenout jména Antonín Chvierut, Vlastimil Růžička, Jan Mamula, Karel Polášek, Milan Liška, Josef Liška, Karel Kořínek, Bohumír Cempírek, Bohumír Sobek, Bedřich Milata, Rudolf Horyl, Josef Hanák,  --- Kičmer a mnoho dalších, kterým patří vyslovit dík, bohužel in memoriam. Ze současných žijících nutno vyzvednout jména Miroslav Pavlík, František Šimek, Ludmila Polčáková, Bohumír Karásek, Rudolf Nytra, dlouholetý sponzor oddílu p. Bohumír Božoň a mnoho dalších nejmenovaných, bez kterých by to prostě nešlo.

### Sportovní činnost
Přehled dosažených umístění za tak dlouhá léta by byl časově náročný a pro vás nezajímavý.
Družstva oddílu kopané se vždy s většími či menšími úspěchy pohybovaly na úrovni krajských soutěží I.B třídy a okresních přeborů, a to jak muži, dorostenci nebo žáci. Byl a je to věčný boj o udržení nebo postup. Hráči a funkcionáři si vždy kladli ty vyšší cíle, i když to mnohokrát nevyšlo podle jejich představ.
Nebylo to vždy ideální, z minulosti i z počátku 60. let. V letech 1961-64 byly zdokumentovány stížnosti na špatnou kázeň, výkony, přístup k tréninku, ignorace všeho. Citace kroniky: „Další nepřítel dobrých výsledků je nikotin a alkohol.“
Nutno však vyzvednout:
Žáci: v letech 1959 a pak 1978 – hráli krajskou soutěž, kdy jejich soupeř byli Baník Ostrava, VŽKG, Bohumín a jiné.

### Odchovanci
Dle dostupných informací oddíl vždy pracoval s mládeží. Každý oddíl se pak rád snaží pochlubit, kam to jejich odchovanci až dotáhli.
Z odchovanců a hráčů oddílu to nejdál dotáhl p. Jaromír Šeděnka, který v 80. letech stál u raketového postupu družstva TJ VP F-M až do I. ligy, kterou pak rok hrál.
Z dalších odchovanců okusili vyšší soutěže: a to III. ligu, divizi. Nutno vzpomenout z těch starších - Kostura, Darek, později Rudolf Nytra, Bohumír Karásek, Josef Vojkůvka, Jan Gottvald.
1. dorostenecká liga za VP F-M hrál náš současný hráč Rudolf Šafranko.
Doufáme, že v budoucnu se tyto jména dál rozšíří.
Nyní se můžeme pochlubit jedním odchovancem, který však vyniká v jiném sportovním odvětví a to lední hokej. Jedná se o Ondřeje Paláta (ročník 1991) který za náš klub hrál v letech 2000 až 2006 a v současné době hraje v NHL za klub Tampa Bay a je v širší nominaci hokejové reprezentace ČR a byl účatníkem zimní olympiády v ruském Soči.

### Přátelské, zahraniční styky, turnaje
Oddíl se ve své dlouholeté historii absolvoval řadu přátelských utkání nejen v blízkém okolí, ale i v rámci různých zájezdů, turnajů v České republice i v zahraničí, a to hlavně v Polsku.
Muži odehráli utkání např. v Třebíči, Kladně, v Plané u Českých Budějovic, několikrát byli na turnaji v Polsku.
Žáci odehráli utkání v r. 1977 v Praze na Slavii, 3x byli na turnaji v Kladně (1978-80), 2x v Uherském Brodě (90-92), 4x v Polsku (Chybie) (1999-2003).
V 70. a 80. letech oddíl pořádal žákovský turnaj „O pohár ředitele Severomoravských dřevařských závodů“, kterých se zúčastnily tehdy ligová mužstva Baníku Ostrava, Vítkovice, Bohumína, Kladna aj.

## Současnost
V současné době oddíl zajišťuje činnost 7 družstev, a to družstvo mužů, které hraje v krajské soutěži I.A třídy sk. „B“,  Dále v krajských soutěžích hrají družstva  dorostu, starších a mladších žáků. V rámci okresních soutěží hrají družstva starší a mladší přípravky a předpřípravky. Nelze také zapomenout na staré pány, kteří odehrají v průměru 2-3 zápasy ročně. Celkový počet členů je 190, z toho mládeže je 150.
V roce 2015 byla provedena projektová dokumentace komplexní rekonstrukce budovy šaten a bylo vyřízeno stavební povolení. Začátkem roku 2016 bylo provedeno výběrové řízení na dodavatele stavby. Vlastní realizace byla zahájena v červnu 2016 a stavba byla zkolaudována v únoru 2017. Poté následovalo postupné vybavování vnitřních prostor budovy šaten nábytkem a dalším potřebným příslušenstvím. Slavnostní otevření a zpřístupnění pro klub a veřejnost bylo 15.7.2017. Investorem celé akce byla Obec Staré Město ze svých rezervních finančních prostředků. Tato etapa byla nazvána I. etapa a navíc v druhé polovině roku 2017 byly zahájeny projekční práce na tzv. II. Etapě rekonstrukce sportovního areálu.  Realizace byla zahájena v červenci 2018, kdy se provádí oplocení celého sportovního areálu, vybudování travnaté tréninkové plochy o rozměrech 60 x 35 m, vybudování multifunkčního hřiště s umělou plochou o rozměrech 40x20 m, výměna stávající tribuny, laviček na střídání, instalace ochranných sítí za brankami a sousedních nemovitostí. Dále se prováděly terénní úpravy před vlastní budovou šaten směrem k hřišti a zpevněné parkovací prostory kolem budovy.

## Historické názvy
- 1933 – Staroměstský SK (Staroměstský sportovní klub)
- 1948 – Sokol Staré Město
- 1951 – Sokol VP Staré Město (Sokol Valašská pila Staré Město)
- 1954 – TJ Tatran Staré Město (Tělovýchovná jednota Tatran Staré Město)
- 1970 – TJ Sokol Staré Město (Tělovýchovná jednota Sokol Staré Město)
- 2015 – TJ Durman Staré Město (Tělovýchovná jednota Durman Staré Město)
- 2017 – První SC Staré Město (První SC Staré Město)
- 2024 – FK Hrtus & Partner Staré Město (FK Hrtus & Partner Staré Město)

## Umístění v jednotlivých sezonách
Legenda: Z – zápasy, V – výhry, R – remízy, P – porážky, VG – vstřelené góly, OG – obdržené góly, +/- – rozdíl skóre, B – body, červené podbarvení – sestup, zelené podbarvení – postup, fialové podbarvení – reorganizace, změna skupiny či soutěže
| Československo (1992 – 1993) |                                            |        |    |    |   |    |    |    |     |    |        |
| Sezóny                       | Liga                                       | Úroveň | Z  | V  | R | P  | VG | OG | +/- | B  | Pozice |
| 1992/93                      | Okresní přebor Frýdecko-Místecka           | 8      | 24 | 11 | 6 | 7  | 44 | 33 | +11 | 28 | 4.     |
| Česko (1993 – )              |                                            |        |    |    |   |    |    |    |     |    |        |
| Sezóny                       | Liga                                       | Úroveň | Z  | V  | R | P  | VG | OG | +/- | B  | Pozice |
| …                            |                                            |        |    |    |   |    |    |    |     |    |        |
| 1996/97                      | I. B třída Slezské župy – sk. B            | 7      | 26 | 13 | 5 | 8  | 46 | 25 | +21 | 44 | 6.     |
| 1997/98                      | I. B třída Slezské župy – sk. B            | 7      | 26 | 11 | 7 | 8  | 62 | 39 | +33 | 40 | 6.     |
| 1998/99                      | I. B třída Slezské župy – sk. B            | 7      | 26 | 7  | 6 | 13 | 30 | 38 | −8  | 27 | 13.    |
| …                            |                                            |        |    |    |   |    |    |    |     |    |        |
| 2000/01                      | I. B třída Slezské župy – sk. C            | 7      | 26 | 11 | 5 | 10 | 48 | 45 | +3  | 38 | 5.     |
| 2001/02                      | I. B třída Slezské župy – sk. C            | 7      | 26 | 18 | 3 | 5  | 61 | 28 | +33 | 57 | 3.     |
| 2002/03                      | I. B třída Moravskoslezského kraje – sk. D | 7      | 26 | 10 | 3 | 13 | 37 | 41 | −4  | 33 | 10.    |
| 2003/04                      | I. B třída Moravskoslezského kraje – sk. D | 7      | 26 | 9  | 6 | 11 | 42 | 45 | −3  | 33 | 8.     |
| 2004/05                      | I. B třída Moravskoslezského kraje – sk. D | 7      | 26 | 17 | 3 | 6  | 45 | 23 | +22 | 54 | 1.     |
| 2005/06                      | I. A třída Moravskoslezského kraje – sk. B | 6      | 26 | 12 | 4 | 10 | 39 | 36 | +3  | 40 | 6.     |
| 2006/07                      | I. A třída Moravskoslezského kraje – sk. B | 6      | 26 | 13 | 4 | 9  | 49 | 36 | +13 | 43 | 4.     |
| 2007/08                      | I. A třída Moravskoslezského kraje – sk. B | 6      | 26 | 10 | 4 | 12 | 45 | 56 | −11 | 34 | 7.     |
| 2008/09                      | I. A třída Moravskoslezského kraje – sk. B | 6      | 26 | 11 | 5 | 10 | 41 | 55 | −14 | 38 | 7.     |
| 2009/10                      | I. A třída Moravskoslezského kraje – sk. B | 6      | 26 | 8  | 2 | 16 | 37 | 53 | −16 | 26 | 11.    |
| 2010/11                      | I. A třída Moravskoslezského kraje – sk. B | 6      | 26 | 9  | 5 | 12 | 38 | 44 | −6  | 32 | 11.    |
| 2011/12                      | I. A třída Moravskoslezského kraje – sk. B | 6      | 26 | 9  | 5 | 12 | 31 | 51 | −20 | 32 | 9.     |
| 2012/13                      | I. A třída Moravskoslezského kraje – sk. B | 6      | 26 | 7  | 6 | 13 | 34 | 69 | −35 | 27 | 13.    |
| 2013/14                      | I. B třída Moravskoslezského kraje – sk. C | 7      | 26 | 11 | 5 | 10 | 43 | 39 | +4  | 38 | 6.     |
| 2014/15                      | I. B třída Moravskoslezského kraje – sk. C | 7      | 26 | 19 | 4 | 3  | 64 | 21 | +43 | 61 | 1.     |
| 2015/16                      | I. A třída Moravskoslezského kraje – sk. B | 6      | 26 | 16 | 5 | 5  | 52 | 24 | +28 | 53 | 2.     |
| 2016/17                      | I. A třída Moravskoslezského kraje – sk. B | 6      | 26 | 15 | 5 | 6  | 54 | 33 | +21 | 50 | 2.     |
| 2017/18                      | I. A třída Moravskoslezského kraje – sk. B | 6      | 26 | 11 | 4 | 11 | 49 | 44 | +5  | 37 | 9.     |
| 2018/19                      | I. A třída Moravskoslezského kraje – sk. B | 6      | 26 | 9  | 8 | 9  | 63 | 50 | +13 | 35 | 7.     |
| 2019/20                      | I. A třída Moravskoslezského kraje – sk. B | 6      | 13 | 3  | 3 | 7  | 15 | 24 | -9  | 12 | 11.    |
| 2020/21                      | I. A třída Moravskoslezského kraje – sk. B | 6      | 8  | 4  | 1 | 3  | 10 | 10 | 0   | 13 | 7.     |
| 2021/22                      | I. A třída Moravskoslezského kraje – sk. B | 6      | 24 | 8  | 6 | 10 | 39 | 57 | -18 | 30 | 8.     |
| 2022/23                      | I. A třída Moravskoslezského kraje – sk. B | 6      | 24 | 11 | 3 | 10 | 45 | 51 | -6  | 36 | 7.     |
| 2023/24                      | I. A třída Moravskoslezského kraje – sk. B | 6      | 26 | 24 | 1 | 1  | 96 | 17 | +79 | 73 | 1.     |
| 2024/25                      | Přebor Moravskoslezského kraje             | 5      | 28 | 15 | 5 | 8  | 65 | 35 | 30  | 50 | 5.     |

Poznámky :
- 2019/20 a 2020/21: Tyto sezony byly předčasně ukončeny z důvodu pandemie covidu-19 v Česku.